# Залтбоммел (місто)
Залтбо́ммел (нід. Zaltbommel) — ганзейське місто в однойменному муніципалітеті нідерландської провінції Ґелдерланд. Місто розташоване на південному березі річки Ваал і станом на 01.01.2021 налічувало 13 070 мешканців.

## Історія
Перша згадка про місто під назвою Бомело датується 850 роком. У цій гібридній назві міста поєднуються значення «дерево» (вoom) і листяний ліс на височині (lo). У цьому районі височина була створена дамбою вздовж річки Ваал. Тут і могло виникнути поселення. На пізнішому етапі назва поселення була доповнена значенням «cіль» (Salt), і під назвою Залтбоммел місто вперше згадується в 1297 році. Сіль тут була дуже важливою, оскільки використовувалася для засолювання риби. Її транспортували на кораблях і, ймовірно, торгували нею в Залтбоммелі.
У ХІІІ столітті Залтбоммел перетворився на важливе торгове місто. 13 грудня 1315 року граф Рейнальд I надав йому cтатус міста. Оригінал статуту було втрачено, і в 1316 році граф Райнальд I підтвердив статус. У цей період навколо міста були збудовані укріплення, які збереглися донині. Дещо пізніше місто отримало і земельне право (ландрехт). За статутом в середньовіччі воно було подібне до міського права і могло застосовуватися до відносно невеликої території чи до регіону. Якщо поселення не мало прав міста, то діяли земельні права місцевості, в якій воно знаходилося. Якщо між земельним і міським правами виникали розбіжності, то міське право мало перевагу.
У ХV столітті місто Залтбоммел увійшло до складу унії вільних ганзейських міст.
Під час Вісімдесятирічної війни 31 липня 1572 року Залтбоммел був захоплений гізами на чолі з Дірком ван Гафтеном. Невеликий іспанський гарнізон був вигнаний з міста. Дірк був призначений Вільгельмом Оранським губернатором Залтбоммела. Згодом іспанська армія під проводом Жиля ван Берлемона взяла місто в облогу, яка тривала з 13 липня по 14 жовтня 1574 року.
Після тримісячної облоги іспанці були змушені зняти облогу, оскільки за наказом Дірка була пробита дамба, і високий рівень води затопив розташування іспанських військ.
У регіональному музеї Stadskasteel, розташованому в центрі Залтбомела, експонується велика картина «Облога Залтбоммела 1574», написана невідомим художником близько 1580 року і яка докладно відтворює на полотні героїчну оборону міста.

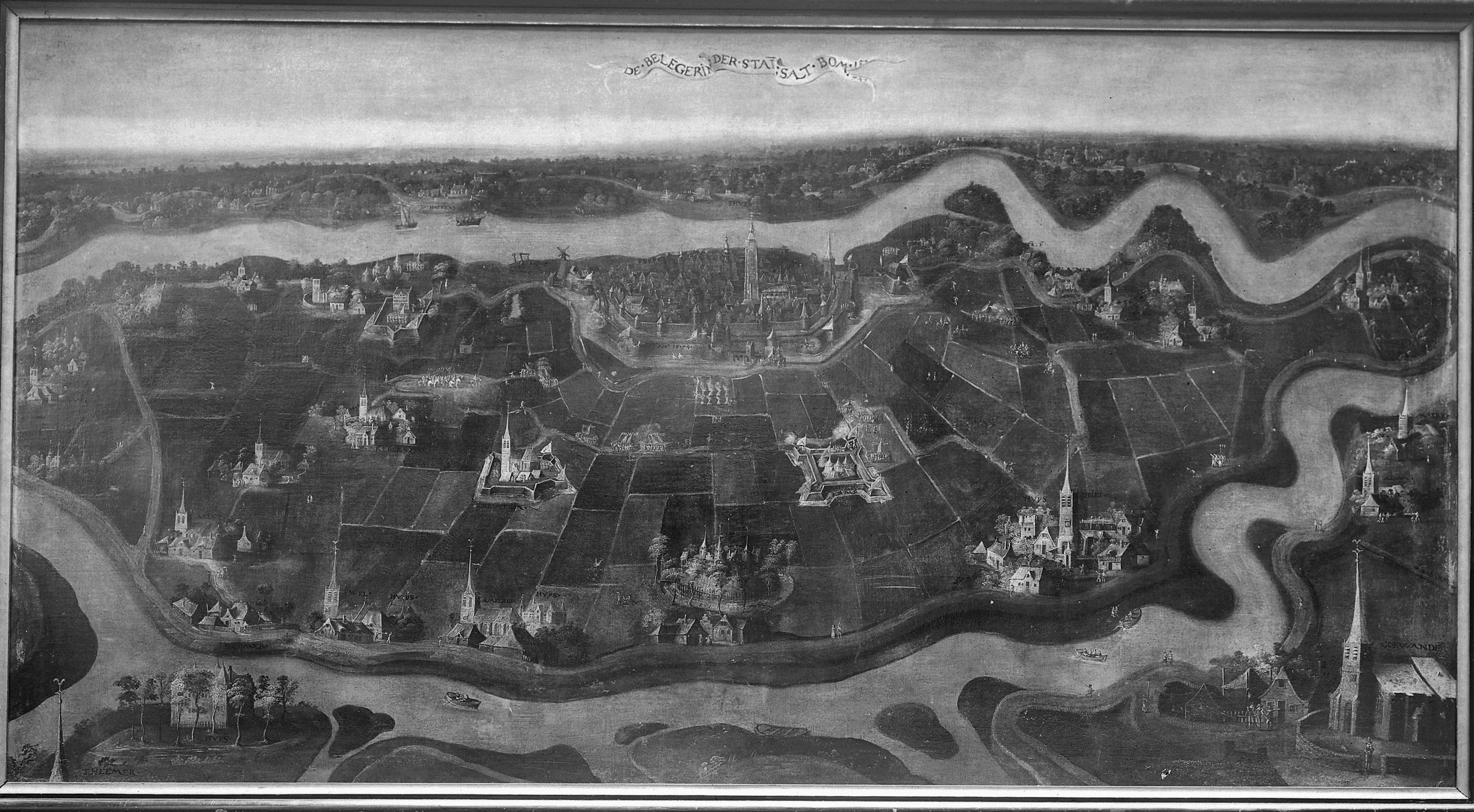
Фотографія картини «Облога Залтбоммела 1574», зроблена 1909 року

За наполяганням Мауріца Оранського місто було додатково укріплено. Перш ніж модернізація укріплень була завершена, іспанське військо на чолі з Франческо де Мендоса знову оточило місто в 1599 році. Ця облога знову була успішно відбита державними військами.
З 1869 року Залтбоммел був під'єднаний до державної залізничної мережі. З 1910 до 1923 років в місті між центром і залізничою станцією курсував трамвай.

## Визначні місця
Залтбоммел розташований на південному березі ріки Ваал. Місто з'єднується з протилежним берегом ріки сучасним вантовим мостом Мартінес Нейгоффбруг, відкритим для автомобільного й пішохідного руху в січні 1996 року. Міст названий на честь нідерландського поета Мартінеса Нейгоффа. На схід від Мартінес Нейгоффбруг через ріку проходить залізничний міст з 1869 року.
Церква Святого Мартена — Grote of Sint-Maartenskerk — є найбільш знаковою будівлею в Залтбоммелі. Ця велика тринавна базиліка з ХV століття є чудово збереженим зразком готичної архітектури Нижнього Рейну.
Гостьовий будинок Gasthuis — це колишня лікарня в Залтбоммел, яка використовувалася з початку ХІV століття. До складу Gasthuis входять:
- каплиця Gasthuiskapel — однонавна зальна церква ХV століття з дерев'яним склепінням XVI століття.
- висока квадратна вежа (2-а половина ХV століття) Gasthuistoren, увінчана відкритим ліхтарем (лантерною) і грушоподібним шпилем. У ліхтарі розміщені дзвін з 1533 року та карильйон з 1654 року.

Монументальний будинок Maarten van Rossumhuis, побудований приблизно в 1535 році на замовлення відомого воєнноначальника з провінції Ґельдернського герцогства Мартена ван Россума. Будинок щедро прикрашений незвичними для Нідерландів скульптурами епохи Відродження. Завдяки зовнішньому вигляду з вежичками та зубцями його ще називають міським замком. Зараз у будинку знаходиться музей, присвячений регіональній історії, мистецтву та ремеслам Stadskasteel Zaltbommel, заснований у 1937 році як музей Мартена ван Россума.
Місто оточене старими укріпленнями, які в ХІХ столітті були перетворені на парк і тому збереглися. Зараз вони утворюють зелену смугу навколо центра міста. Частково збереглася середньовічна стіна навколо міста, а також дорога вздовж внутрішньої її частини як вулиця міста. Воріт у мурах стіни більше не існує, за винятком Водної брами. Частина Залтбоммела є охоронним міським ландшафтом.

## Народжені в Залтбоммелі
- Мартен ван Россум (нід. Maarten van Rossum) (близько 1478—1555) — відомий нідерландський воєначальник, фельдмаршал;
- Андрес Ессеніус (нід. Andreas Essenius) (1618—1677) — нідерландський богослов, професор теології ректор Утрехтського університету;
- Фердинанд Ленгоф (нід. Ferdinand Leenhoff) (1841—1914) — нідерландський художник і скульптор;
- Жерард Філіпс (нід. Gerard Philips) (1858—1942) — промисловець (засновник Philips, брат Антона);
- Антон Філіпс (нід. Anton Philips) (1874—1951), промисловець (засновник Philips, брат Жерара);
- Петер ван Анрой (нід. Peter van Anrooy) (1879—1954) — нідерландський композитор і диригент.

## Мешкали в Залтбоммелі
- Христофор Бейс-Баллот (нід. Christophorus Buys Ballot) (1817—1890) — нідерландський метеоролог і фізик, професор Утрехтського університету;
- Сюзанна Мане (уроджена Лейнгофф, нід. Leenhoff) (1829—1906) — нідерландська піаністка, дружина художника Едуара Мане.

## Галерея

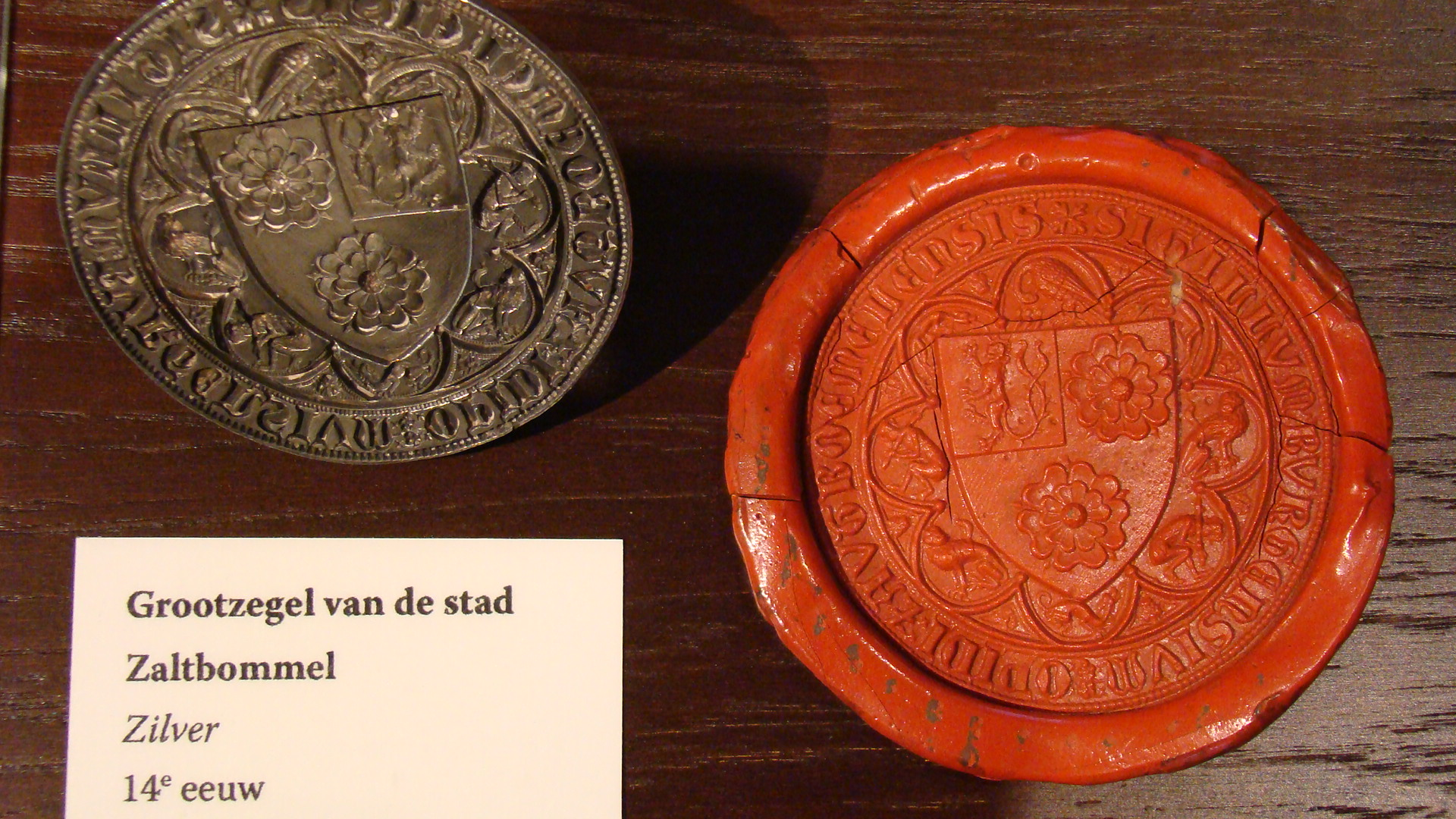
Печатка міста, музей Stadskasteel Zaltbommel
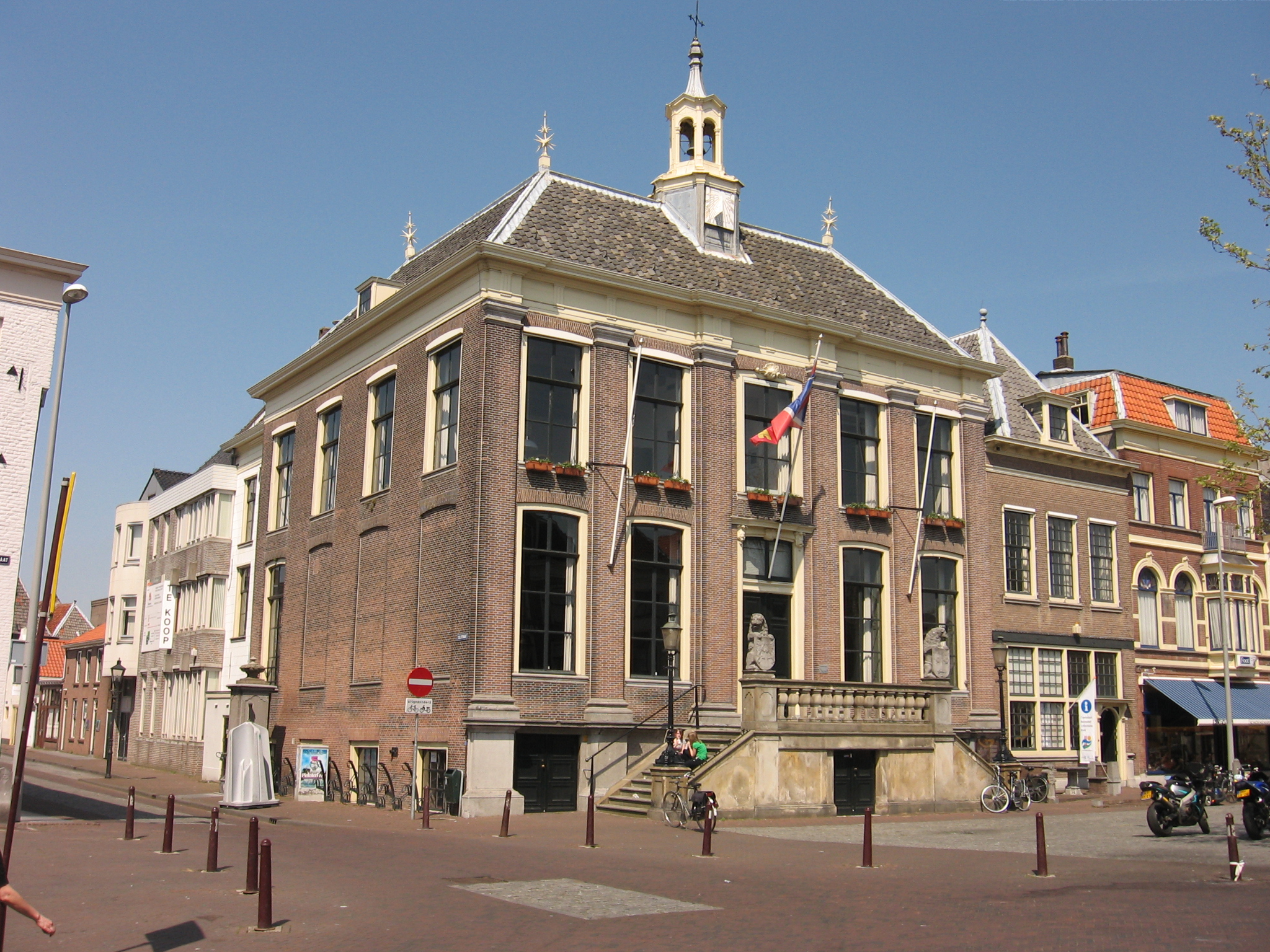
Ратуша
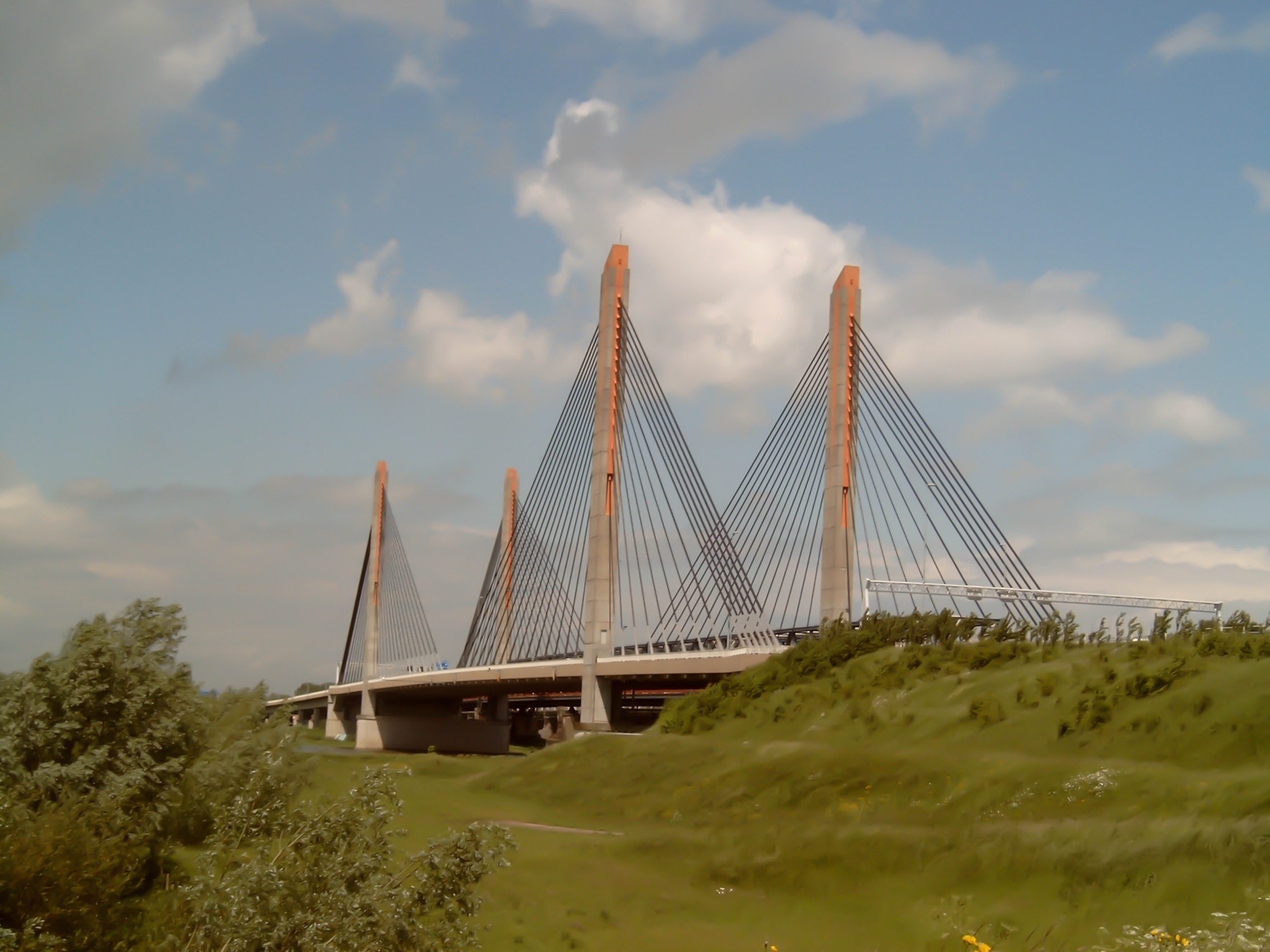
Вантовий міст Мартінес Нейгоффбруг
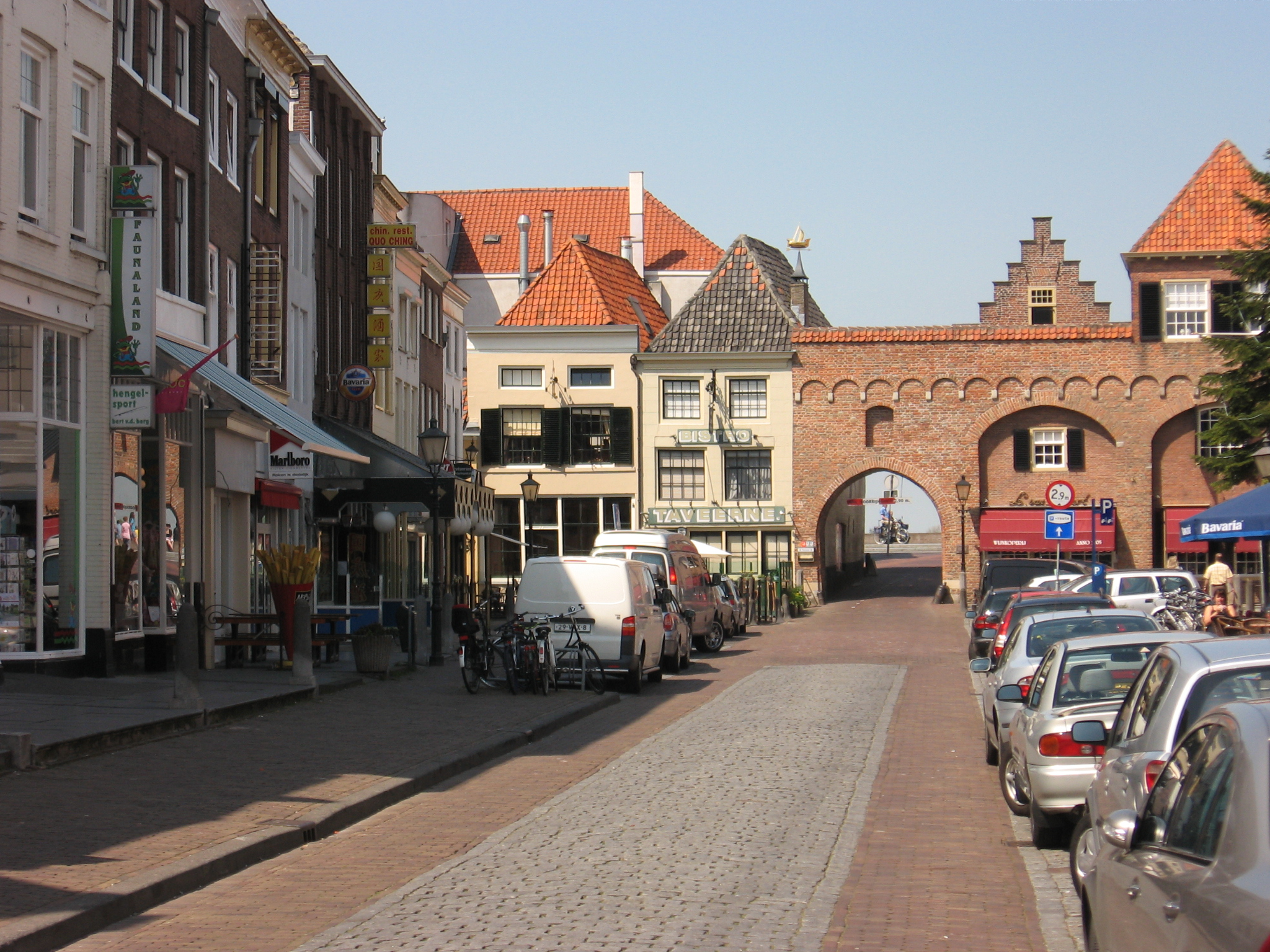
Водна брама
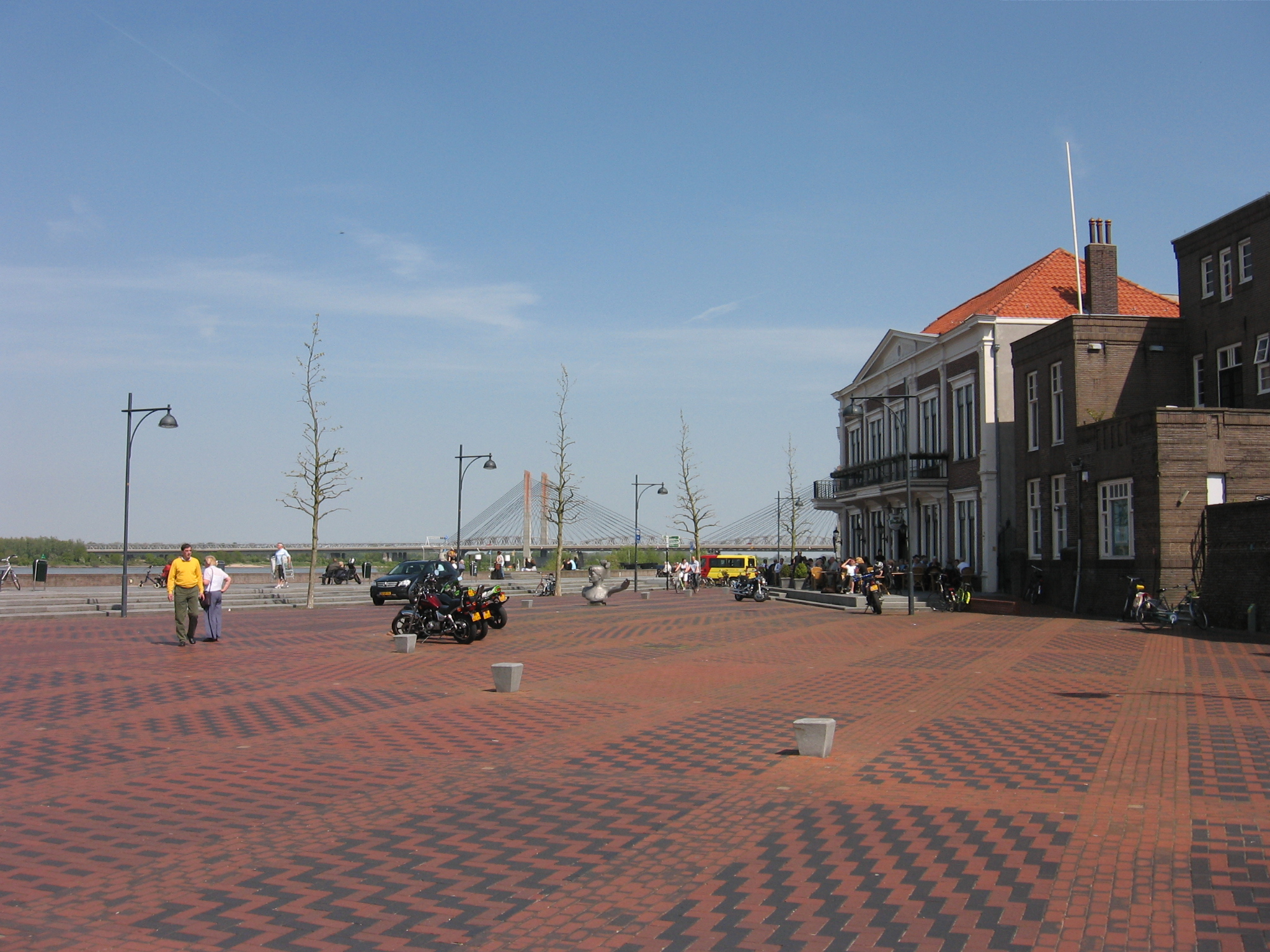
Набережна ріки Ваал
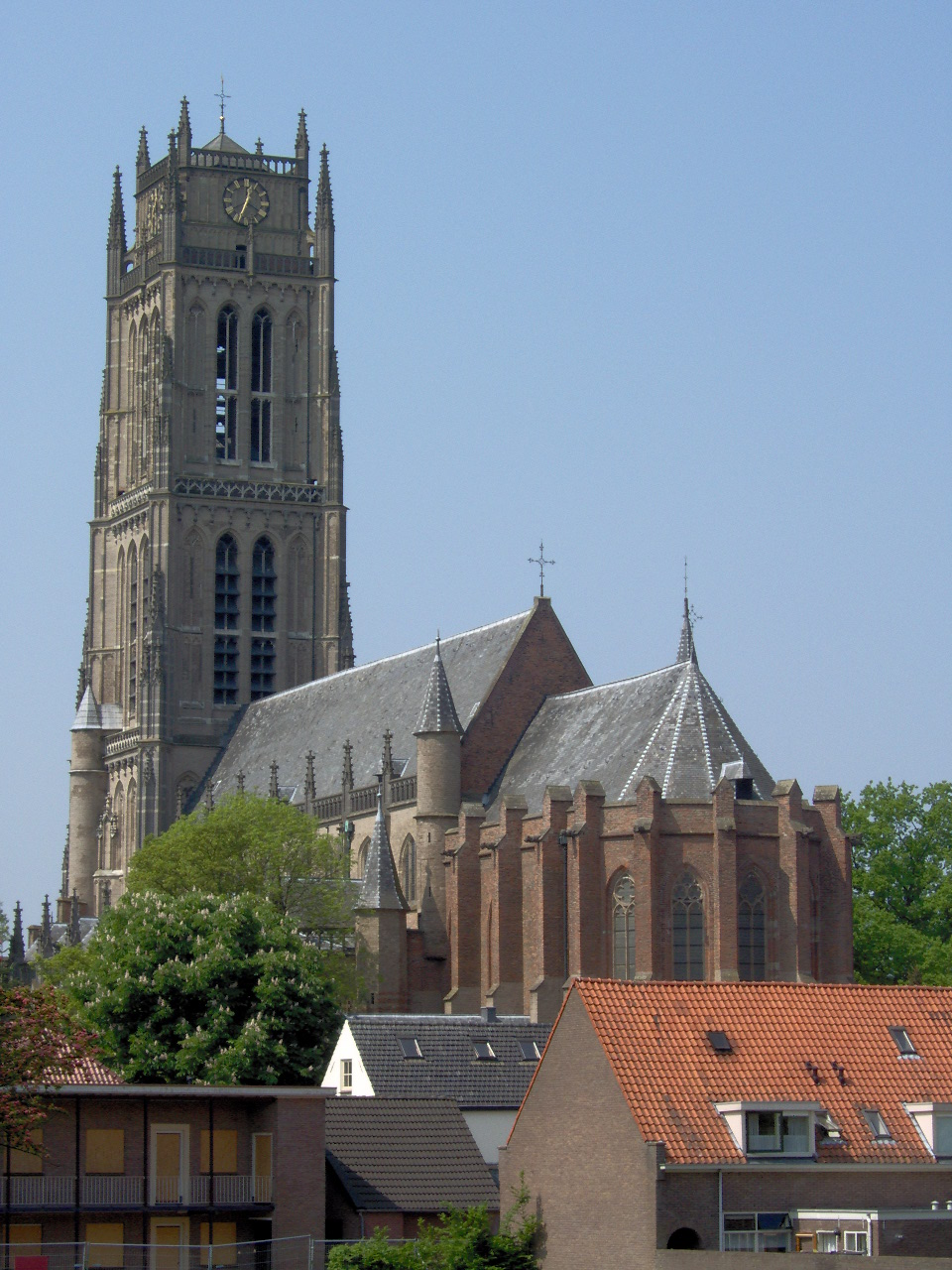
Базиліка Святого Мартена - Grote of Sint-Maartenskerk
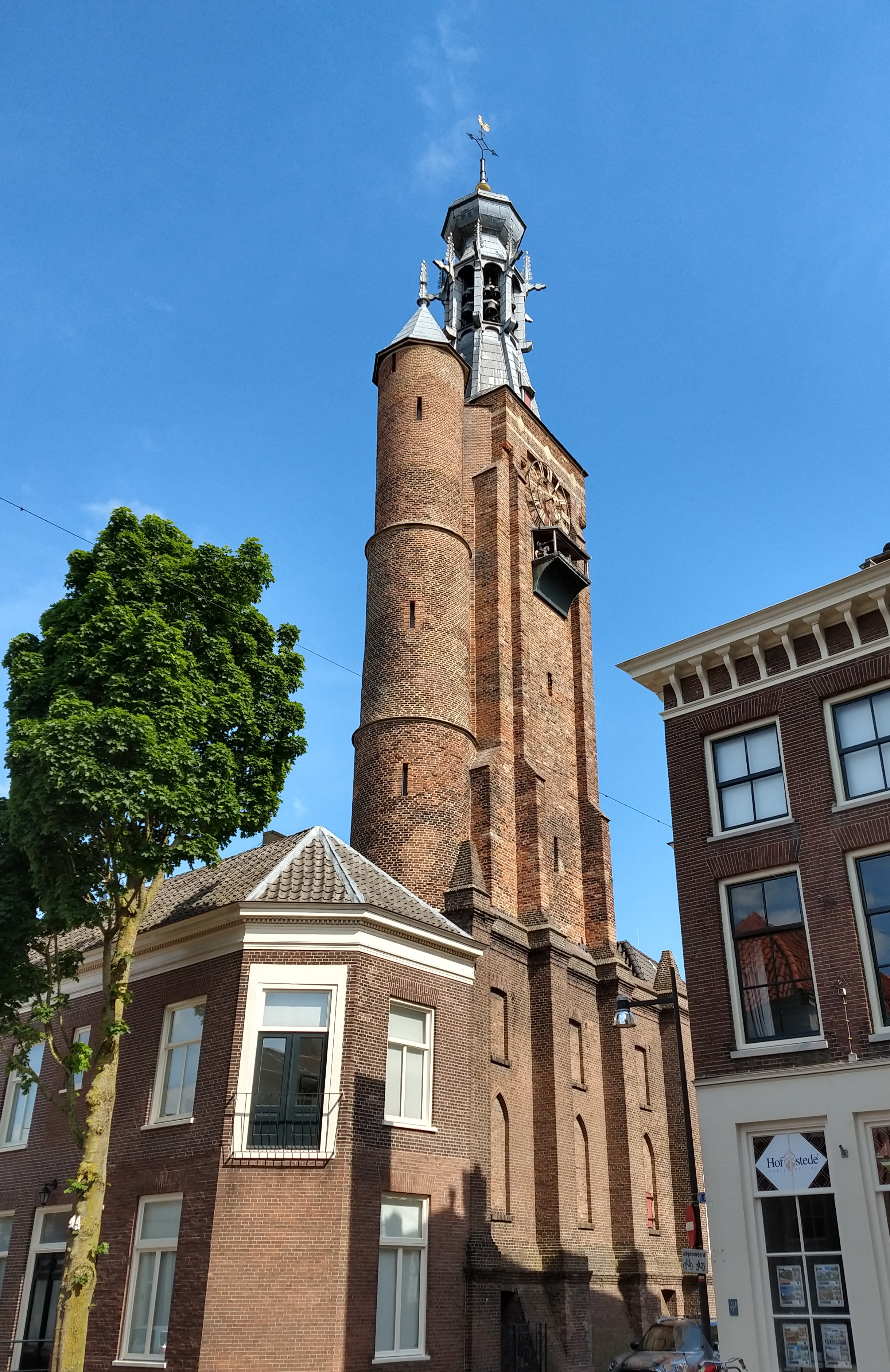
Вежа Gasthuistoren гостьового будинку Gasthuis
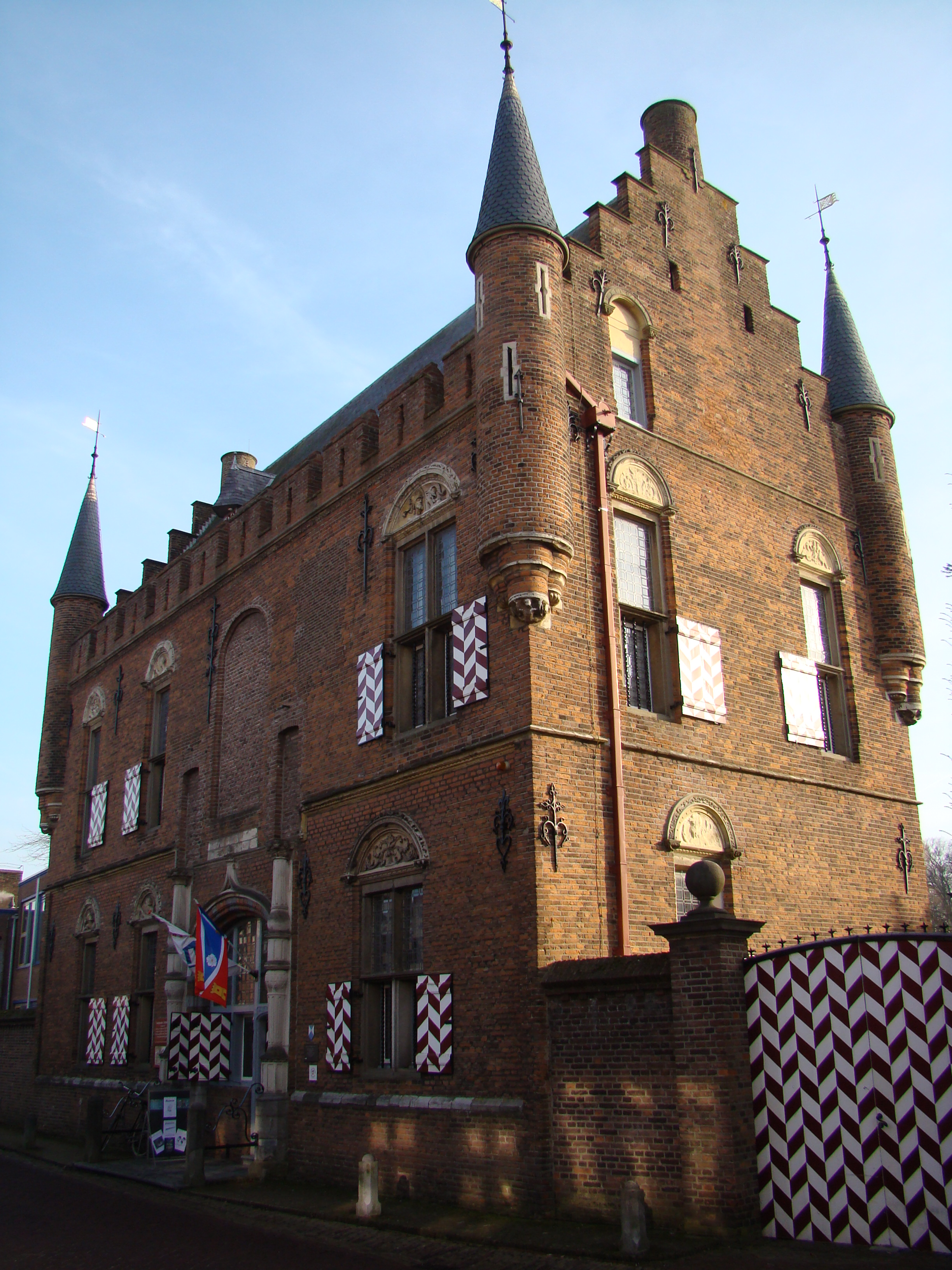
Музей Stadskasteel Zaltbommel (Maarten van Rossumhuis)